# Văn minh vật chất của người Việt
Văn minh vật chất của người Việt là tên một cuốn sách viết về văn minh vật chất tại Việt Nam trong thời đại "tiền công nghiệp", phát hành năm 2011 của nhà nghiên cứu mỹ thuật Phan Cẩm Thượng. Cuốn sách đạt giải B giải thưởng sách quốc gia năm 2022.

## Sơ lược nội dung
Cuốn sách được chia làm năm chương bàn về nhiều khía cạnh đời sống, văn hoá, sinh hoạt của người Việt cổ như đời sống sinh hoạt của họ nói chung, về công cụ lao động, ẩm thực và sinh hoạt văn hoá.
1. "Những mặt cắt lịch sử"
2. "Từ bàn tay đến công cụ"
3. "Cơm tẻ là mẹ ruột"
4. "Sống dầu đèn chết kèn trống"
5. "Nghệ thuật và hành vi"

Bên cạnh việc muốn "trình bày trọn vẹn "phần hồn" của đồ vật người Việt, từ những công cụ đồ đá thô sơ ở núi Đọ, Thanh Hóa [...] cho đến chiếc áo dài do họa sĩ Cát Tường thiết kế năm 1930", ông cũng bày tỏ tiếc nuối trước sự biến dạng của đời sống vật chất của người Việt hiện đại. Để minh hoạ cho cuốn sách, họa sĩ đã sử dụng gần 960 bức ảnh, 505 hình minh họa sưu tầm nhiều nguồn, trong đó có cuốn Kỹ thuật của người An Nam của Henri Oger, và do chính ông tự ký hoạ.

## Quá trình thực hiện
Trong bài phỏng vấn với báo Thể thao & Văn hoá, ông chia sẻ rằng cuốn sách được thai nghén từ năm 1992 với những nghiên cứu nhỏ lẻ của tác giả, nhưng chỉ đến năm 2007 - 2008, ông mới bắt tay thực hiện một mạch để thành sách hoàn chỉnh.

## Phát hành
Cuốn sách được phát hành năm 2011 bởi nhà xuất bản Trí Thức và lần đầu được ra mắt tại ngày 31 tháng 5 vừa rồi tại Viet Art Center, Hà Nội. Tiếp theo đó, cuốn sách lần lượt được giới thiệu đến công chúng ở nhiều nơi khác, trong đó Bảo tàng cổ vật Champa, Đà Nẵng có ngày 25 tháng 6 năm 2011 và Đại học Văn Lang (TP. HCM) ngày 9 tháng 11.Tháng 1 năm 2012, các bức tranh minh hoạ cho cuốn sách đã được triển lãm tại Hà Nội.